# Das Buch der Beweise
Das BUCH der Beweise (englisch Proofs from THE BOOK) ist ein Buch der Mathematiker Martin Aigner und Günter M. Ziegler und versteht sich als eine Sammlung besonders eleganter mathematischer Beweise.
Es wurde erstmals 1998 auf Englisch und 2002 auf Deutsch herausgegeben sowie in weiteren Sprachen veröffentlicht.
Das Buch ist dem Mathematiker Paul Erdős gewidmet und der Titel bezieht sich auf eine Idee von Erdős, dass es perfekte Beweise zu mathematischen Sätzen gibt, seine platonische Auffassung der Mathematik deutlich machend:

„Ich bin nicht qualifiziert zu sagen, ob Gott existiert oder nicht – ich bezweifle eher seine Existenz. Nichtsdestoweniger sage ich immer, dass der SF dieses transfinite Buch hat, das die besten Beweise aller mathematischen Sätze enthält, Beweise, die elegant und perfekt sind.“

Erdős verwies in Vorträgen häufig scherzhaft auf „Das Buch“ (The Book), wobei eine der bekanntesten Aussagen ist, man brauche als Mathematiker zwar nicht an Gott zu glauben, jedoch sollte man an das Buch glauben (“You don’t have to believe in God, but you should believe in The Book”). Nach den Aussagen von Erdős’ engem Mitarbeiter Béla Bollobás nahm er die Idee allerdings nicht allzu ernst. Wenn er einem Mathematiker ein Kompliment für ein in seinen Augen besonders elegantes Theorem machen wollte, pflegte er zu sagen, der Beweis „würde geradeheraus aus dem Buch“ kommen (“It’s straight from the Book”).
Erdős beteiligte sich noch mit Notizen und Vorschlägen an den Ausarbeitungen, verstarb aber noch vor der Veröffentlichung des Buches.
Die Autoren bemühten sich, nur Beweise zu wählen, die mit den Kenntnissen des Mathematik-Grundstudiums verständlich sind.
Das Buch behandelt die fünf Bereiche Zahlentheorie, Geometrie, Analysis, Kombinatorik und Graphentheorie in 40 Kapiteln. Das Kusszahlenproblem (Problem der 13 Kugeln) wurde ab der zweiten Auflage weggelassen, da sich der Beweis, der einer Skizze von John Leech von 1956 folgte und diese zu vervollständigen suchte, als unvollständig erwies und der Versuch seiner Ergänzung als zu umfangreich.

## Kapitel

### Zahlentheorie
- Kapitel 1: Sechs Beweise für die Unendlichkeit der Primzahlen (neben Euklids Beweis drei Folklore-Beweise, ein Beweis von Erdős und Fürstenbergs Beweis der Unendlichkeit der Primzahlen).
- Kapitel 2: Das Bertrandsche Postulat (nach der ersten publizierten Arbeit von Paul Erdős 1932).[8]
- Kapitel 3: Der Satz von Erdős (1934) über die Darstellung von Binomialkoeffizienten als l-te Potenzen. Erdős leitet ihn aus einer Verschärfung des Bertrandschen Postulats durch James Joseph Sylvester ab.
- Kapitel 4: Der Zwei-Quadrate-Satz von Fermat: Jede Primzahl der Form 4n+1 ist als Summe zweier Quadrate natürlicher Zahlen darstellbar. Es werden der Beweis von Roger Heath-Brown (1984) (mit Verbesserung von Don Zagier) und der von Axel Thue (1902) vorgestellt. Einer der Beweise benutzt einen Spezialfall des Quadratischen Reziprozitätsgesetzes.
- Kapitel 5: Quadratisches Reziprozitätsgesetz, mit Beweisen nach dem dritten und sechsten Beweis des Satzes von Carl Friedrich Gauß.
- Kapitel 6: Der Satz von Wedderburn (Jeder endliche Schiefkörper ist kommutativ.) mit dem Beweis von Ernst Witt (1931).
- Kapitel 7: Beweis der Irrationalität von Pi (nach Ivan Niven 1947[9]) und einiger anderer Zahlen wie der Eulerschen Zahl und ihrer Potenzen (nach Joseph Liouville, Charles Hermite).
- Kapitel 8: Beweise für Eulers Satz (Basler Problem) {\displaystyle \zeta (2)=\sum _{n=1}^{\infty }{\frac {1}{n^{2}}}={\frac {\pi ^{2}}{6}}}. Unter anderem werden Beweise von Akiva Jaglom und Isaak Jaglom, William LeVeque, Frits Beukers (mit C. Kolb, E. Calabi) vorgestellt.[10]

### Geometrie
- Kapitel 9: Hilberts drittes Problem: Zerlegung von Polyedern, nach den Verbesserungen und Vervollständigungen von Max Dehns Beweis durch Hugo Hadwiger, Kagan, Boltjanski und andere.
- Kapitel 10: Satz von Sylvester und Tibor Gallai: Für jede Anordnung von n Punkten in der Ebene, die nicht alle auf einer Geraden liegen, gibt es eine Gerade, die genau zwei der Punkte enthält. Gegeben wird der Beweis von L. M. Kelly, den Coxeter 1948 veröffentlichte. Auch Verallgemeinerungen des Satzes von Nicolaas Govert de Bruijn und Erdős werden behandelt.
- Kapitel 11: eine von P. R. Scott 1970 ausgesprochene Vermutung, dass {\displaystyle n\geq 3} Punkte in der Ebene, die nicht alle auf einer Geraden liegen, mindestens n-1 Steigungen der durch je zwei Punkte verlaufenden Geraden haben. Präsentiert wird der Beweis von Eli Goodman, Ricky Pollack und Peter Ungar (1982).
- Kapitel 12: Drei Anwendungen der Eulerschen Polyederformel (für die der Beweis von Staudts präsentiert wird). Unter anderem wird ein weiterer Beweis des Satzes von Sylvester und Gallai daraus abgeleitet (nach Norman Steenrod) und ein Satz von Georg Pick (1899): Jedes elementare Dreieck, das heißt mit Eckpunkten, die auf einem ganzzahligen Gitter liegen, das aber keine weiteren Gitterpunkte enthält, hat den Flächeninhalt {\displaystyle {\tfrac {1}{2}}}.
- Kapitel 13: Der Starrheitssatz für dreidimensionale Polyeder von Augustin Louis Cauchy, mit dem Beweis von Cauchy.
- Kapitel 14: Die Frage der maximalen Anzahl sich paarweise berührender d-dimensionaler Simplizes in d Dimensionen. Ergebnisse von Joseph Zaks und Micha Perles werden präsentiert.
- Kapitel 15: Eine Vermutung von Erdős (1950), dass jede Menge von mehr als {\displaystyle 2^{d}} Punkten im d-dimensionalen euklidischen Raum mindestens einen Winkel zwischen den Verbindungslinien der Punkte liefert, der kein spitzer Winkel ist. Beweis von Ludwig Danzer und Branko Grünbaum (1962), wobei sie gleichzeitig eine erweiterte Vermutung von Victor Klee bewiesen.
- Kapitel 16: Die Widerlegung der Borsuk-Vermutung über die Zerlegung konvexer Mengen im d-dimensionalen Raum (zuerst durch Jeff Kahn und Gil Kalai 1994), mit dem Beweis von A. Nilli.[10]

### Analysis
- Kapitel 17: Verschiedene Sätze der Mengenlehre, unter anderem Georg Cantors Beweis (Diagonalargument) der Nichtabzählbarkeit der reellen Zahlen und ein Beweis des Satzes von Schröder-Bernstein von Ernst Schröder und Felix Bernstein nach Paul Cohen. Präsentiert wird auch ein elementarer Satz über Familien analytischer Funktionen von Wetzel (1962), dessen Lösung von der Kontinuumshypothese abhängt (Beweis von Erdős), und die Aufzählung der rationalen Zahlen nach John Williams Calkin und Herbert Wilf.
- Kapitel 18: Cauchy-Schwarzsche Ungleichung und Ungleichung für das harmonische, arithmetische und geometrische Mittel (Beweis von Cauchy und H. Alzer). Letztere Ungleichung wird auf den Satz von Laguerre über die Lage der Nullstellen von Polynomen (mit nur reellen Nullstellen) angewandt und auf einen Satz von Erdős und Gallai, der diesen verallgemeinert (nach George Polya 1940), sowie auf einen Satz der Graphentheorie von Pál Turán.
- Kapitel 19: Fundamentalsatz der Algebra, präsentiert wird der Beweis nach einer Grundidee von d’Alembert (1746).
- Kapitel 20: Die Frage, ob man ein Quadrat in eine ungerade Anzahl Dreiecke gleicher Fläche zerlegen kann (siehe Zerlegung in flächengleiche Dreiecke).[11] Dies ist nicht möglich. Präsentiert wird der Beweis von Paul Monsky,[12] der einzige bisher bekannte Beweis. Er benutzt die Bewertungstheorie.
- Kapitel 21: Ein Satz von George Polya (1928) über komplexe Polynome f n-ten Grades (mit führendem Koeffizienten 1). C sei die Menge, die von f auf den Kreis mit Radius 2 in der komplexen Ebene abgebildet wird, L eine beliebige Gerade in der komplexen Ebene. Dann ist die orthogonale Projektion von C auf L maximal von der Länge 4. Polya führte den Beweis auf einen Satz von Tschebyschow zurück.
- Kapitel 22: Beweis eines Lemmas von John Edensor Littlewood und Cyril Offord (1943, verbessert von Erdős) durch Daniel Kleitman (1970). Das Lemma macht Aussagen über die Anzahl der Punkte im Einheitskreis in der komplexen Ebene, die als Linearkombination von n Punkten vom Betrag größer oder gleich 1 mit Koeffizienten ±1 dargestellt werden können.
- Kapitel 23: Partialbruchzerlegung der Kotangensfunktion, zuerst von Euler gegeben, mit dem Beweis von Gustav Herglotz.
- Kapitel 24: Das Buffonsche Nadelproblem, nach E. Barbier (1860).[10]

### Kombinatorik
- Kapitel 25: Schubfachprinzip und doppeltes Abzählen. Unter anderem wird dort eine von Erdős Lieblingsfragen an angehende junge Mathematiker erwähnt, die er auch Lajos Pósa bei ihrer ersten Begegnung stellte. Als Anwendung des doppelten Abzählens wird Sperners Lemma (von Emanuel Sperner) erwähnt, aus dem der Brouwersche Fixpunktsatz abgeleitet wird.
- Kapitel 26: Zerlegung von Rechtecken in Rechtecke nach Max Dehn, Nicolaas Govert de Bruijn.
- Kapitel 27: Drei berühmte Beweise über endliche Mengen. Der Satz von Sperner (Beweis von David Lubell), der Satz von Erdős-Ko-Rado (nach Gyula Katona) und der Heiratssatz von Hall (nach T. E. Easterfield und Paul Halmos / H. Vaughan) aus der Kombinatorik.
- Kapitel 28: Analyse perfekter Kartenmischungen (Riffle Shuffle, analysiert von Edgar Gilbert und Claude Shannon 1955) nach Persi Diaconis und David Aldous (1986). Präsentiert wird der Beweis im Buch für mindestens 12 Mischungen, Diaconis und Aldous bewiesen, dass sieben ausreichen (aber nicht weniger).
- Kapitel 29: Lemma von Gessel und Viennot (Ira Gessel, Gerard Viennot 1985) in der abzählenden Kombinatorik, mit Anwendungen zum Beispiel auf Determinanten.[13]
- Kapitel 30: Die Cayley-Formel über die Anzahl beschrifteter Bäume (Arthur Cayley 1889). Es werden vier Beweise gegeben.
- Kapitel 31: Identitäten für Produkte unendlicher Reihen und Reihen mit Zerfällungen (Partitionen), wie sie zum Beispiel von Euler und Ramanujan behandelt wurden. Behandelt wird ein Bijektions-Beweis für eine Identität von Euler nach Doron Zeilberger und David Bressoud.
- Kapitel 32: Vervollständigung von lateinischen Quadraten. Die Möglichkeit dazu wurde vermutet von Trevor Evans 1960, bewiesen von Bohdan Smetaniuk 1981.[10]

### Graphentheorie
- Kapitel 33: Problem von Jeff Dinitz (1978) über Graphenfärbung, bewiesen von Fred Galvin 1995 nach Vorarbeit von Jeanette Janssen (1992). Ist es möglich, die Zellen eines n×n-Quadrats so zu färben, dass die Farben in jeder Reihe und Spalte verschieden sind? Dabei wird jeder Zelle eine Palette (Liste) von n Farben zugewiesen, die auch von Zelle zu Zelle verschieden sein kann. Galvin bewies, dass es möglich ist.
- Kapitel 34: Der Fünf-Farben-Satz mit Farblisten (wie im Dinitz-Problem) mit dem Beweis von Carsten Thomassen (1979).
- Kapitel 35: Das Problem der Museumswächter von Victor Klee, mit der Lösung von Vašek Chvátal: Bei n Wänden sind mindestens {\displaystyle \lfloor {\frac {n}{3}}\rfloor }  Wachen nötig für die „schlechtestmögliche“ Anordnung der Wände.[14]
- Kapitel 36: der Satz von Turan in der extremalen Graphentheorie, für den fünf Beweise gegeben werden (unter anderem von Turan, Erdős).
- Kapitel 37: Berechnung der Kapazität von Kommunikationskanälen und Graphen nach Claude Shannon (mit einem Beweis von Laszlo Lovasz).
- Kapitel 38: Beweis der Vermutung von Martin Kneser (1955) über die Färbungszahl von Kneser-Graphen, für den nach dem Beweis von Laszlo Lovasz 1978 Imre Bárány und Joshua Greene (2002) vereinfachte Beweise gaben. Präsentiert wird der Beweis von Greene.
- Kapitel 39: Der Freundschaftssatz der Graphentheorie von Erdős, Alfred Renyi und Vera T. Sós (mit deren Beweis).
- Kapitel 40: Anwendungen der probabilistischen Methode in der Graphentheorie nach Erdős und Rényi, zum Beispiel auf die Abschätzung von Ramsey-Zahlen.[10]

## Sonstiges
- Andere Mathematiker haben ihre eigenen Kandidaten veröffentlicht, zum Beispiel Sergei Tabachnikov.[15]
- Der Zahlentheoretiker Godfrey Harold Hardy verfasste im Jahr 1940 den Essay „Apologie eines Mathematikers“, in dem er sich grundsätzlich mit der Frage nach der Ästhetik in der Mathematik auseinandersetzt und auch die Frage nach den „elegantesten Beweisen“ stellt.
- George Pólya wurde bekannt durch sein Buch „Vom Lösen mathematischer Probleme“ (egl. „How to solve it“), das zuerst 1945 bei Princeton University Press erschien, in 17 Sprachen übersetzt wurde und sich über eine Million Mal verkaufte.[16]
- David Hilbert stellte das Problem der Einfachheit von Beweisen, manchmal auch als Hilberts 24. Problem bezeichnet.